# Iain Smith (chính khách Scotland)
Iain Smith (sinh ngày 1 tháng 5 năm 1960) là một chính khách Đảng Dân chủ Tự do Scotland, và là Nghị sĩ Quốc hội Scotland cho North East Fife cho đến khi bị Rod Campbell của SNP đánh bại vào năm 2011.

## Giáo dục
Smith đã được học tại Trường Trung học Bell Baxter ở Cupar, Fife trước khi đọc Chính trị và Kinh tế tại Đại học Newcastle.

## Đời tư
Smith là một trong bốn MSP công khai đồng tính nam, đồng tính nữ hoặc song tính trong Quốc hội 2007-2011, cùng với lãnh đạo Đảng Xanh Scotland Patrick Harvie, cựu MSP Margaret Smith và Joe FitzPatrick.
Trong tám năm qua, Smith đã sống với bạn đời của mình ở Ladybank. Ông có một mối quan tâm rộng rãi đến thể thao;  đặc biệt là cricket và bóng đá. Ông thích đi du lịch rộng rãi và rất quan tâm đến văn hóa.